# Municipio de Carroll (condado de Reynolds)
El municipio de Carroll (en inglés: Carroll Township) es un municipio ubicado en el condado de Reynolds en el estado estadounidense de Misuri. En el año 2010 tenía una población de 1314 habitantes y una densidad poblacional de 2,76 personas por km².

## Geografía
El municipio de Carroll se encuentra ubicado en las coordenadas 37°28′58″N 91°5′58″O / 37.48278, -91.09944. Según la Oficina del Censo de los Estados Unidos, el municipio tiene una superficie total de 475.34 km², de la cual 473,26 km² corresponden a tierra firme y (0,44 %) 2,07 km² es agua.

## Demografía
Según el censo de 2010, había 1314 personas residiendo en el municipio de Carroll. La densidad de población era de 2,76 hab./km². De los 1314 habitantes, el municipio de Carroll estaba compuesto por el 95,36 % blancos, el 1,45 % eran afroamericanos, el 0,91 % eran amerindios, el 0,3 % eran asiáticos, el 0,3 % eran de otras razas y el 1,67 % eran de una mezcla de razas. Del total de la población el 0,99 % eran hispanos o latinos de cualquier raza.